# 于尔维尔 (芒什省)
于尔维尔（法語：Urville，法語發音：[yʁvil] ⓘ）是法国芒什省的一个市镇，属于瑟堡区。

## 地理
于尔维尔（49°27'5"N, 1°26'3"W）面积5.15 平方千米，位于法国诺曼底大区芒什省，该省份为法国西北部沿海省份，西、北、东北三面环大西洋，东起顺时针与卡爾瓦多斯省、奧恩省、马耶讷省和伊勒-维莱讷省接壤。
与于尔维尔接壤的市镇（或旧市镇、城区）包括：科隆比、欧特维尔博卡日、奥尔格朗德、勒阿姆、埃默韦、弗洛特芒维尔。

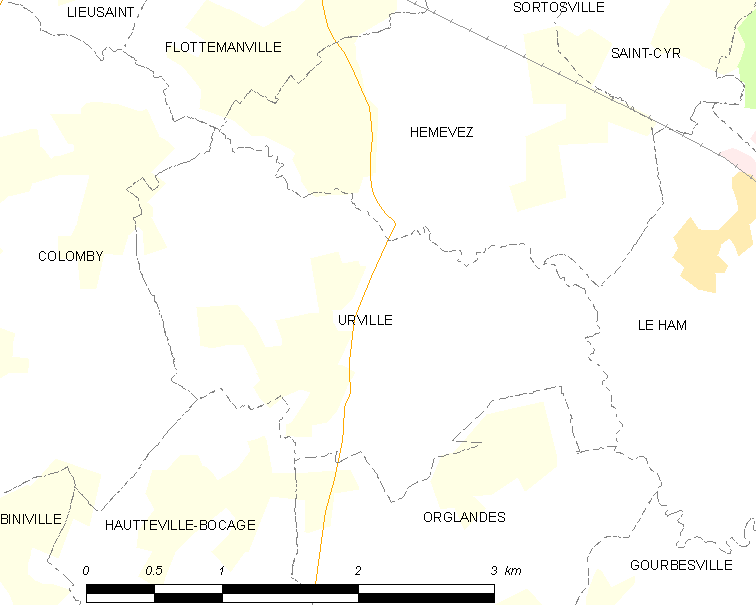
的OSM定位图

于尔维尔的时区为UTC+01:00、UTC+02:00（夏令时）。

## 行政
于尔维尔的邮政编码为50700，INSEE市镇编码为50610。

## 政治
于尔维尔所属的省级选区为瓦洛涅县。

## 人口

1962-2008年间人口变化图示

于尔维尔于2022年1月1日时的人口数量为196人。